# Balikunponny
Balikunponnyn är en liten hästras av ponnytyp som härstammar från Kina där den mest används till transport och packning eller som lätt jordbrukshäst på risfälten. Huvudsakligen är rasen en ponny men ibland växer de över den tillåtna mankhöjden för att få räknas som ponny som ligger på 148 cm. Ponnyerna är tuffa och härdiga och klarar sig bra på stäpperna även när temperaturen sjunker under -40 grader.

## Historia
Balikunponnyn utvecklades under 1800-talet av bönder i Xinjiang i Kina för att passa som transporthäst och för att kunna användas på risfälten. För att inte få fram en alltför tung häst som skulle förstöra risfälten, men som ändå skulle klara av klimatet, hämtade man hästar från Mongoliet, bland annat mongolisk ponny. Kazakponnyer köptes även in från Ryssland som man korsade med de mongoliska ponnyerna. Hästen har fått sitt namn från Balikun, det kinesiska namnet på orten Barköl i Xinjiang.
Bönderna förde en strikt och selektiv avel där flocken fick födas upp i det fria på stäpperna, för att sedan hämtas in och sorteras. Där valde man ut de bästa hästarna för att fortsätta aveln medan resten såldes av. Denna sorts avel ledde till att hästarna blev tåliga och sunda och klarar sig på lite mat och i tuffa klimat. Idag finns dock väldigt få Balikunponnyer kvar och rasen räknas som utrotningshotad.

## Egenskaper
Balikunponnyerna har härdats av uppfödningen på stäpperna och är naturligt sund och härdig. Ponnyerna som mest används som packdjur eller transport kan lätt bära packning på upp till 100 kg över 10 mil om dagen. Stäppernas dåliga bete har även lett till att hästen klarar sig på lite foder och de är relativt lätta att föda upp.
Balikunponnyerna är muskulösa med starka, men något korta och raka ryggar. Huvudet är stort med typisk ponnykaraktär och små öron. Halsen är kort men kraftig och välmusklad. Pälsen är tjock för att de ska klara av nätterna på stäpperna där temperaturen ibland kan sjunka under -40 grader.
I Kina används hästarna fortfarande till transport och till lättare jordbruk. Man har även börjat använda dem som ridponny även för vuxna män då ponnyn är ganska stor och väldigt stark. Det vänliga och lugna lynnet gör att hästen är väldigt lätthanterad och arbetsvillig.